# Перлеберг
Пѐрлеберг (на немски: Perleberg, [ˈpɛʁləˌbɛʁk]) е град в североизточна Германия, административен център на окръг Пригниц в провинция Бранденбург. Населението му е около 12 000 души (2019).
Разположен е на 31 метра надморска височина в Централната Северногерманска равнина, на 69 километра югоизточно от Шверин и на 120 километра северозападно от Берлин. Селището е създадено през 1239 година, почти унищожено е през Тридесетгодишната война, но е възстановено след нейния край.

## Известни личности
Родени в Перлеберг
- Херман-Хайнрих Бехренд (1898 – 1987), генерал
- Валтер Курт Тило фон Брокдорф (1887 – 1943), граф
- Валтер фон Брокдорф-Алефелд (1883 – 1943), генерал
- Конрад фон Брокдорф-Алефелд (1886 – 1959), граф
- Хуберт Фихте (1935 – 1986), писател